# Anton Iwanow Kosinarow

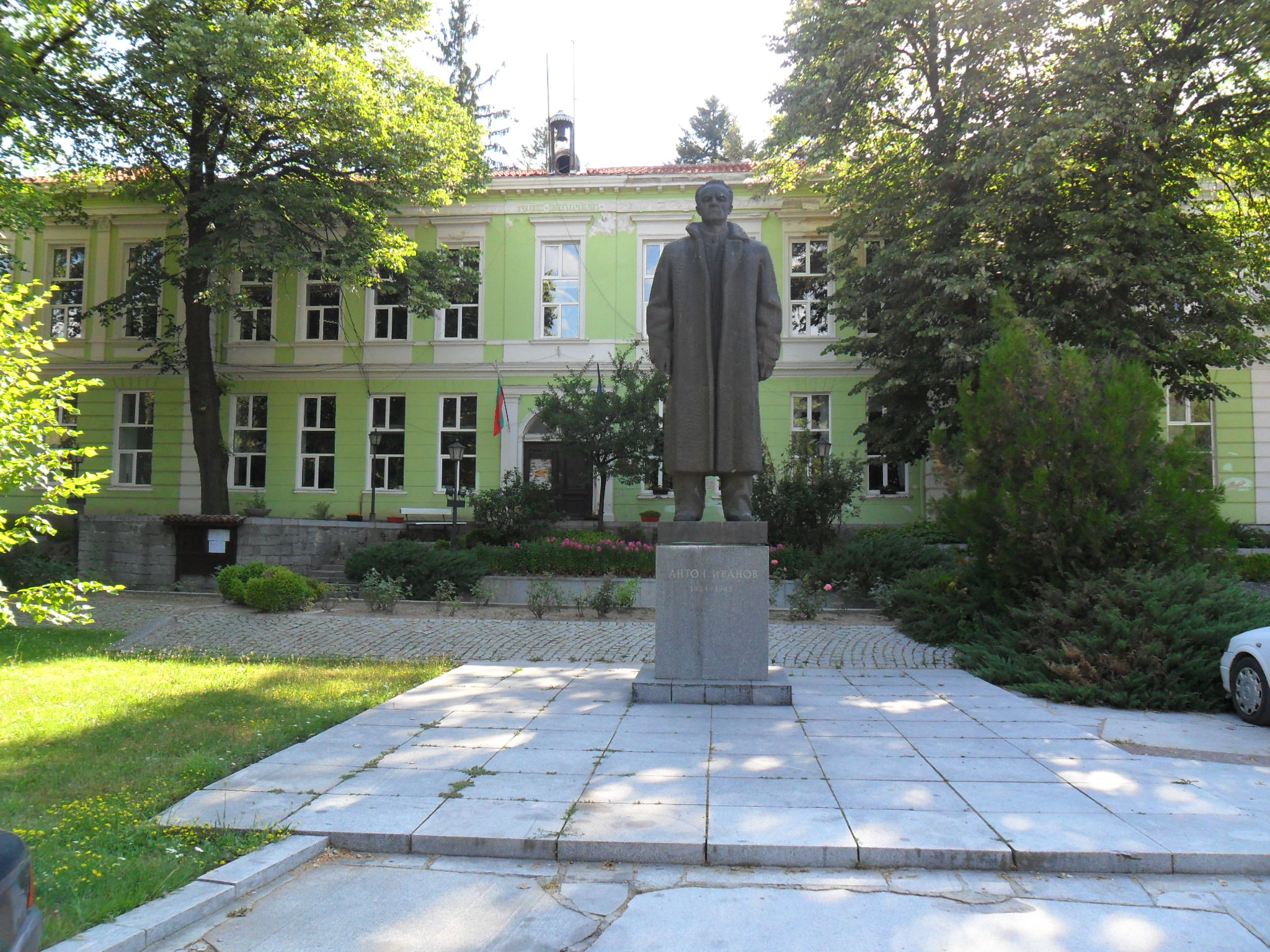
Anton-Iwanow-Denkmal vor der Gemeindeverwaltung in Kopriwschtiza

Anton Iwanow Kosinarow (bulgarisch Антон Иванов Козинаров; * 26. Oktober 1884 in Kopriwschtiza; † 23. Juli 1942 in Sofia) war ein bulgarischer kommunistischer Politiker und Gewerkschafter.

## Leben
Iwanow, Sohn eines armen Bauern, war nach Abschluss der Volksschule zunächst als Arbeiter in Sofia beschäftigt. Von 1902 bis 1907 besuchte er die Marineschule in Warna. 1904 trat er der Bulgarischen Sozialdemokratischen Arbeiterpartei Partei (Engsozialisten) (BSDAP) bei. Von 1907 bis 1919 war er Sekretär der Metallarbeitergewerkschaft und Chefredakteur ihrer Zeitung „Металоработник“ (Metalorabotnik; dt. Metallarbeiter). Iwanow war auch Mitglied der zentralen Leitung des Allgemeinen Gewerkschaftsbundes (Общ работнически синдикален съюз). 
Ab 1910 war er Mitglied des Sofioter Komitees der BSDAP (Engsozialisten). Iwanow nahm am Soldatenaufstand in Wladaja im Herbst 1918 teil. Von 1918 bis 1923 war er Sekretär der Sofioter Stadt- und Bezirksorganisation der Bulgarischen Kommunistischen Partei (BKP). Von 1919 bis 1923 war er Abgeordneter der Nationalversammlung. Iwanow nahm am 3. und 4. November 1920 an der Gewerkschaftskonferenz der Balkanländer in Sofia unter dem Vorsitz von Georgi Dimitrow teil. Delegationen aus Bulgarien, Jugoslawien und Rumänien gründeten dort das Balkan-Donau-Gewerkschaftssekretariat, das südosteuropäische Regionalorgan des Internationalen Rates der Gewerkschaften und Produktionsverbände, des Vorgängers der Roten Gewerkschaftsinternationale. Ab 1922 bis zu seinem Tode war Iwanow Mitglied des Zentralkomitees der BKP. 1923 beteiligte er sich aktiv an der Vorbereitung des Septemberaufstandes in Sofia. Am 21. September 1923 wurde er verhaftet.
Von 1923 bis Juni 1925 inhaftiert, emigrierte er nach seiner Entlassung in die Sowjetunion. Er arbeitete im Auslandsbüro der BKP in Wien und Berlin. Von 1928 bis 1930 war er Mitglied des Exekutivkomitees der Roten Gewerkschafts-Internationale. 1931/1932 besuchte er die Internationale Lenin-Schule in Moskau und lehrte dann als Dozent an der Kommunistischen Universität der nationalen Minderheiten des Westens „Julian Marchlewski“ (russisch Коммунистический университет национальных меньшинств Запада имени Мархлевского). Iwanow nahm am VII. Weltkongress der Komintern teil und betätigte sich als Organisator der bulgarischen und polnischen Freiwilligenbataillone der Internationalen Brigaden.
Von 1935 bis 1938 war er Sekretär des Zentralkomitees der BKP. Während des Zweiten Weltkriegs kehrte er im Dezember 1940 illegal nach Bulgarien zurück. 1941 wurde er Mitglied des Politbüros des ZK der Bulgarischen Arbeiterpartei. Im April 1942 wurde er verhaftet und anschließend grausam gefoltert. Er wurde von einem Kriegsgericht in einem Prozess gegen 60 Mitglieder und Mitarbeiter des Zentralkomitees der BKP am 23. Juli 1942 zusammen mit zwölf anderen Aktivisten des bewaffneten Widerstandes, unter ihnen auch Nikola Wapzarow, zum Tode verurteilt (sechs davon in Abwesenheit) und am gleichen Tag erschossen.

## Ehrungen
- In mehreren bulgarischen Städten – unter anderem in Burgas, Sliwen und Widin – sind Straßen nach Iwanow benannt.
- Die bulgarische Post gab 1951 und 1984 Sonderbriefmarken zu Ehren Iwanows heraus.
- Der Stausee Watscha hieß zu kommunistischen Zeiten „Anton Iwanow“